# جيمس كارترايت (ضابط)
جيمس كارترايت (بالإنجليزية: James Cartwright)‏ هو ضابط أمريكي، ولد في 22 سبتمبر 1949 في روكفورد في الولايات المتحدة.